# Rómulo Gallegos
Rómulo Gallegos Freire (Caracas, 2 de agosto de 1884 - Caracas, 5 de abril de 1969) foi um escritor e político venezuelano. Ocupou o cargo de Presidente da República da Venezuela durante um breve período, entre fevereiro e novembro de 1948, quando foi derrubado por um golpe militar.

## Biografia
De raízes familiares humildes, Rómulo era filho de Rómulo Gallegos Osío e de Rita Freire Guruceaga. Estudou Direito na Universidade Central de Venezuela, mas não concluiu o curso.
Em 1909 fundou a revista La Alborada, onde se publicavam ensaios de cariz literário e político. Em 1912 casou com Teotiste Arocha Egui. Foi professor entre os anos de 1912 e 1930, tendo sido director de vários estabelecimentos de ensino.
Em 1913 publicou uma colectânea de contos, Los aventureros. No ano de 1920 foi publicada a sua primeira novela, El último Solar , reeditada em 1930 com o título de Reinaldo Solar. Em 1929 escreve uma das suas mais destacadas obras, Doña Bárbara, na qual criticava o ditador Juan Vicente Gómez. Em virtude do conteúdo do livro decide exilar-se em Espanha, onde viveu entre 1931 e 1935. Datam deste período duas importantes novelas: Cantaclaro (1934) y Canaima (1935).
Com a morte de Vincente Gómez em 1936 regressou à Venezuela. É nomeado Ministro da Educação no governo de Eleazar López Contreras. Tenta realizar reformas no sistema educativo, mas fracassa e demite-se do cargo de ministro onde esteve apenas seis meses.

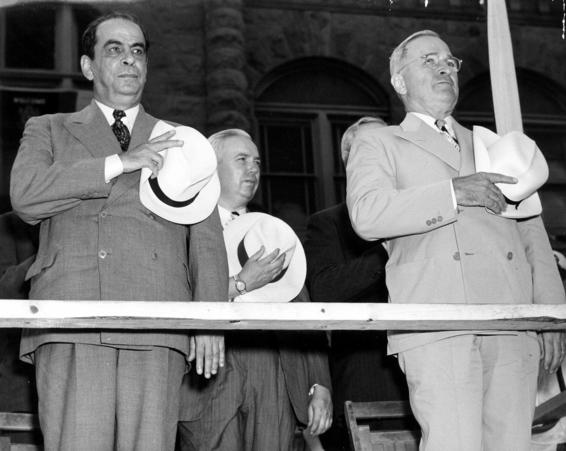
Rómulo Gallegos ao lado de Harry S. Truman, em cerimônia no 4 de julho de 1948.

Em Julho de 1941 participa na fundação do partido Acción Democrática (Acção Democrática), um partido da área da esquerda, do qual é presidente até 1948. Em 1941 apresenta-se como candidato à presidência da República, mas perde para Isaías Medina Angarita. Em 1945 participa no golpe militar que instala Rómulo Betancourt como presidente provisório do país. É novamente candidato à Presidência da República em 1947, tendo ganho a eleição do dia 14 de dezembro. Toma posse a 15 de fevereiro de 1948, mas é destituído a 24 de novembro do mesmo ano num golpe de estado encabeçado por Carlos Delgado Chalbaud, que preparou a ditadura de Marcos Pérez Jiménez. Exila-se em Cuba e depois no México, onde viveu até 1958, ano em que regressou ao seu país natal.
Em 1965 foi instituído em sua memória o Prémio Internacional de Novela Rómulo Gallegos, com o objectivo de estimular a criação literária em língua castelhana. Em 1972 foi criado o Centro de Estudos Latinoamericanos Rómulo Gallegos (CELARG) sediado em Caracas. O seu nome foi dado em 1977 a uma universidade situada em San Juan de Los Morros, capital do estado de Guárico, na Venezuela.

## Obras
- 1913 Los aventureros
- 1920 El último Solar
- 1922 La rebelión
- 1922 Los inmigrantes
- 1925 La trepadora
- 1929 Dona Bárbara - no original Doña Bárbara
- 1930 Reinaldo Solar
- 1934 Cantaclaro
- 1935  Canaima
- 1937 Pobre negro
- 1942 El forastero
- 1943 Sobre la misma tierra
- 1946 La rebelión y otros cuentos
- 1949 Cuentos venezolanos
- 1952 La brizna de paja en el viento
- 1957 La doncella
- 1957 La doncella y el último patriota